# Lemme
Lemme – rzeka we Francji, przepływająca przez teren departamentu Jura, o długości 16,7 km. Stanowi dopływ rzeki Saine.